# Брюс Лабрюс
Брюс Лабрюс (англ. Bruce LaBruce, настоящее имя — Джастин Стюарт, Justin Stewart; род. 3 января 1964) — канадский журналист, актёр, фотограф и кинорежиссёр. Наибольшую известность получил как создатель андеграундных фильмов о жизни гомосексуалов, практически неизменным атрибутом которых являются порнографические сцены. Представитель New Queer Cinema.

## Биография
Брюс Лабрюс родился 3 января 1964 года в небольшом канадском городе Саутгемптон. С детства увлекался кинематографом. Начал свою карьеру комментатором в канадском музыкальном журнале Exclaim!, а затем в Eye weekly. Много лет проработал фотографом и редактором в журнале Index. Общественное внимание к себе Брюс Лабрюс привлёк в связи с публикациями в журнале J.D.s. В настоящее время он пишет и фотографирует для различных журналов и сайтов (например, для Nerve.com и Black Book Magazine).
В кинематограф Брюс Лабрюс пришёл в конце 1980-х. В 1991 году снял свой первый полнометражный фильм, где играли он сам и его любовник. Персонажами его фильмов часто являются гей-скинхеды. Один из самых известных фильмов, снятых Ла Брюсом, — картина 2004 года «Малиновый рейх». Герои этой ленты — террористы, объявившие «гомосексуальную интифаду» и провозгласившие гетеросексуальность «опиумом для народа». За создание «Малинового рейха» режиссёр удостоился двух наград на фестивале андеграундных фильмов в Мельбурне, в том числе приза за самое лучшее неоправданное использование секса.
В 2010 году принял участие в жюри московского кинофестиваля «2morrow».

## Фильмография
- 1991 — Меня это не касается / No Skin Off My Ass
- 1993 — Супер 8 1/2 / Super 8-1/2
- 1996 — Белый хастлер / Hustler White
- 1999 — Догола / Skin Gang
- 2004 — Малиновый рейх / The Raspberry Reich
- 2004 — Сладкий / Shugar
- 2008 — Отто, или В компании мертвецов / Otto; or Up with Dead People
- 2010 — Зомби из Лос-Анджелеса / L.A. Zombie
- 2013 — Геронтофилия / Gerontophilia
- 2014 — Лунный Пьеро[нем.] / Pierrot Lunaire (на музыку Шёнберга)
- 2017 — Мужененавистницы / The Misandrists
- 2020 — Святой нарцисс / Saint narcisse